# Port du Niel
Pour les articles homonymes, voir Niel.
Le port du Niel est un petit port de la presqu'île de Giens, à Hyères (Var) qui se situe sur la façade sud de ladite presqu’île entre la pointe des Morts et la pointe de la Vignette. Niel est aussi un nom de famille provençal.
Situé au pied du village de Giens, dans une petite anse orientée vers le sud, il propose 114 places de plaisance à quai et une quinzaine à flot. Six bateaux de pêche l'utilisent toute l'année, mais la surfréquentation touristique du site rend particulièrement difficile cette activité en été.

## Historique

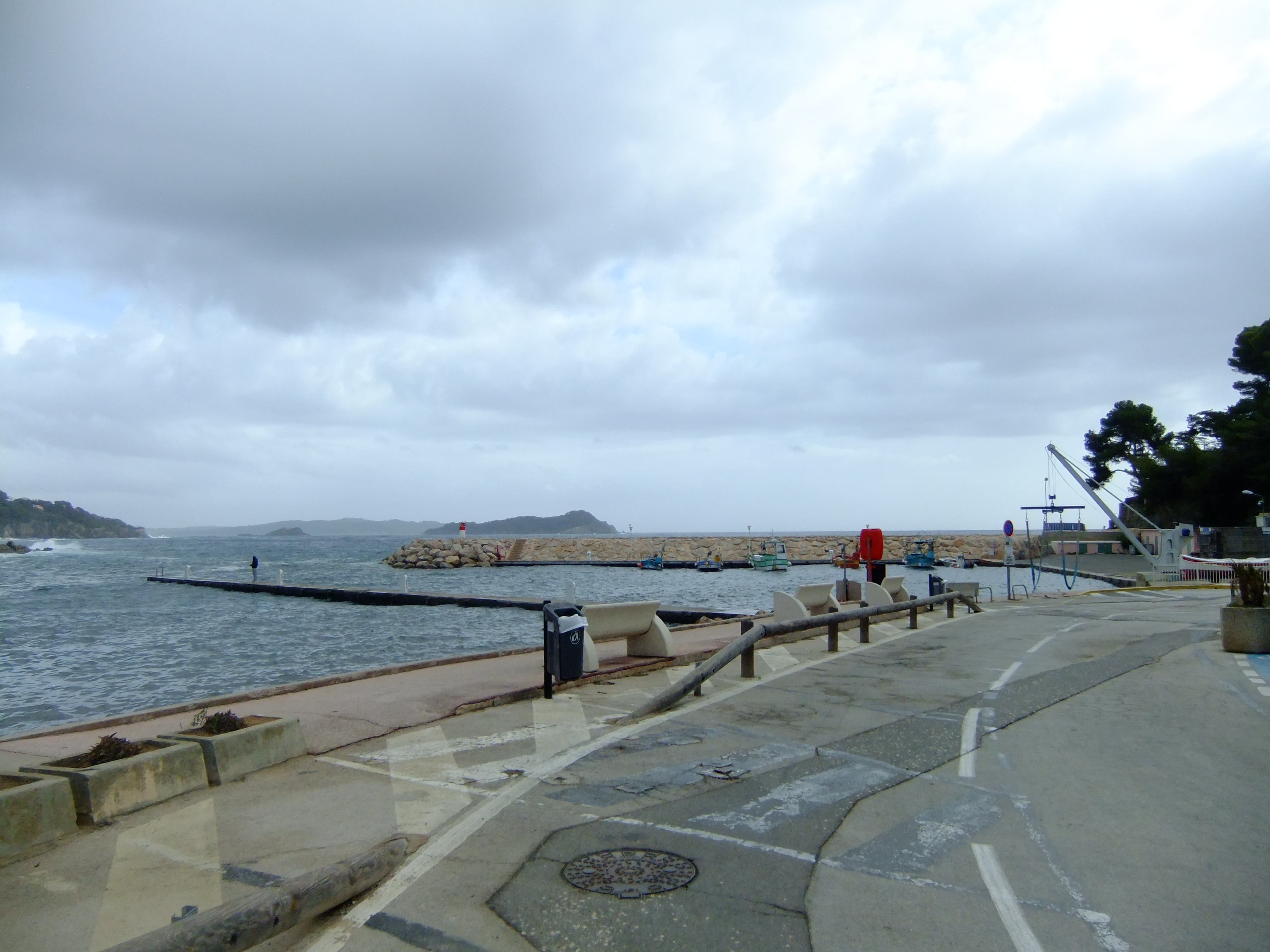
Vue vers le Grand Ribaud depuis le port du Niel.

L’industriel Louis Renault achète un ensemble de terrains autour du port et construit un garage à bateaux à la fin des années 1920, puis en 1937, fait construire un mât de charge pour les bateaux et des abris en pierres de schiste pour les pêcheurs. 
En 1963, une voie permet l'accès direct au port du Niel.

## Culture locale
Chaque année à la fin juin, la fête de la Saint Pierre, protecteur des pêcheurs, y est célébrée avec une bénédiction des bateaux de pêche traditionnels.